# Dinaspis giffardi
Dinaspis giffardi är en insektsart som beskrevs av Leonardi 1914. Dinaspis giffardi ingår i släktet Dinaspis och familjen pansarsköldlöss.
Artens utbredningsområde är Guinea. Inga underarter finns listade i Catalogue of Life.